# Skullhead
Skullhead est un groupe de rock anticommuniste britannique, originaire de Newcastle, en Angleterre. Avec Brutal Attack, Skrewdriver et No Remorse, ils sont l'un des groupes les plus notables de ce genre. Dirigé par Kevin Turner, ils commencent dans le style musical oi!. Le style musical du groupe balancent entre le heavy metal et d'autres types de rock, et traite souvent de fierté britannique et des dieux nordiques.
Le groupe se forme en 1984 et se sépare en 1994. À la première séparation de Skullhead, Turner se forme une réputation en tant que DJ hardcore house appelé MC Techno T,,. Skullhead s'est impliqué dans des concerts organisés en Slovaquie, Pologne et Italie en 2001 par des groupes d'extrême-droite comme le Combat 18 affilié au Blood and Honour. Le groupe revient avec une nouvelle formation, et publie l'album Return to Thunder en 2002.